# Sonja Eggerickx
Sonja Albertine Jeannine Eggerickx (née le 8 février 1947 à Uccle) est une humaniste laïque belge. Elle est présidente de Humanists International (anciennement Union humaniste et éthique internationale) pendant neuf ans, jusqu'à sa démission en 2015. En 2016, elle reçoit le Distinguished Services to Humanism Award 2016 pour son travail novateur dans le domaine de l'éducation laïque et de l'éthique.

## Biographie

### Formation et vie professionnelle
Sonja Eggerickx est née le 8 février 1947 à Uccle et grandit dans un village, près de Bruxelles où elle fréquente l'école paroissiale. Elle suit l'enseignement secondaire à Bruxelles où elle découvre la laïcité : « Découvrir que les « non-croyants » ou « non-catholiques » étaient aussi bons et gentils que les catholiques a été une bonne leçon de tolérance et d'égalité. ». Elle poursuit ses études à l'Université de Gand et y obtient un diplôme en sciences morales. Elle enseigne ensuite la morale non confessionnelle. De 1992 à sa retraite en 2012, elle travaille comme inspectrice-conseillère pour la morale laïque dans l'enseignement secondaire en Flandre orientale et occidentale. Sonja Eggerickx soutient la laïcité et la scolarisation non confessionnelle par opposition à la prédominance de l'enseignement catholique dans le système scolaire belge.

### Engagement humaniste en Belgique
Alors qu'elle est encore étudiante, elle devient membre de l'association humaniste néerlandaise Humanistisch Verbond (HV). Elle est rédactrice en chef de MORES, un magazine humaniste destiné aux enseignants. En 1992, elle assiste à sa première conférence de l'Union humaniste et éthique internationale (IHEU, devenue Humanists International en 2019) et présente sa candidature pour un poste au conseil d'administration.
De 2006 à 2012, elle est présidente de la Fédération des organisations humanistes flamandes en Belgique (Unie Vrijzinnige Verenigingen (nl)), l'association faîtière des associations laïques et représentante de la laïcité organisée en Flandre et à Bruxelles. Avec son équivalent francophone, le Centre d'Action Laïque, la Fédération forme le Conseil central laïque dont Sonja Eggerickx est coprésidente.
En 2011, à l'occasion du centième anniversaire de la Journée de la femme en Belgique, Joëlle Milquet, vice-première ministre et ministre de l’Égalité des chances inclut Sonja Eggerickx parmi les Cent femmes d'exception, remarquables pour leur carrière ou pour leur action au quotidien.

### L'Union humaniste et éthique internationale
Elle est élue vice-présidente de l'Union humaniste et éthique internationale en 2002 et présidente en avril 2006, devenant ainsi la première femme présidente de l'organisation.

#### Action contre le délit de blasphème
À la suite de la fusillade de Charlie Hebdo, l'IHEU, sous la présidence de Sonja Eggerickx, et la Fédération humaniste européenne lancent une campagne pour l'abolition du délit de blasphème. La campagne est ouverte à tous ceux qui s'opposent aux lois sur le blasphème, y compris les communautés religieuses et laïques, les groupes de défense des droits de l'homme et tous les défenseurs de la liberté d'expression,. Elle affirme que les lois interdisant de critiquer les institutions religieuses sont « une des raisons pour lesquelles les abus sexuels dans l'Église catholique ont persisté si longtemps ».

#### Action en faveur des femmes
Sonja Eggerickx s'efforce de promouvoir les femmes au sein du mouvement humaniste. En 2012, elle se rend en Inde, au Centre international de recherche athée de Goparaju Ramachandra Rao et Saraswathi Gora à Vijayawada et y rend hommage à la contribution de Saraswathi Gora au mouvement athée en Inde : « Les femmes ont un rôle d'égale importance dans la promotion de l'humanisme et du rationalisme dans le monde ».

#### Action contre les discriminations
Sonja Eggerickx condamne les lois contre les homosexuels et la discrimination à travers le monde,. Elle se prononce publiquement contre la charia et a soutient la campagne One law for all (une loi pour tous) contre la charia au Royaume-Uni, lancée à la Chambre des lords de Londres en 2008. Elle participe également au lancement du Freedom of Thought Report (Rapport sur la liberté de l'esprit), publié chaque année depuis 2012 à l'occasion de la Journée internationale des droits humains, qui examine le traitement des personnes non religieuses, des athées et des libres-penseurs dans les États membres des Nations unies,.
Sonja Eggerickx est une mécène de Pink Triangle Trust (en), une organisation caritative éducative qui vise à éduquer les hommes et les femmes LGBT à l'humanisme et à éduquer les humanistes et le grand public aux droits des LGBT et à l'homosexualité.

## Honneurs
En 2016, Sonja Eggerickx reçoit le prix Distinguished Services to Humanism pour « son travail durant neuf ans en tant que présidente de l'IHEU et ... plusieurs décennies de travail révolutionnaire dans l'éducation laïque et l'éthique ».